# Quartier des Grandes-Carrières

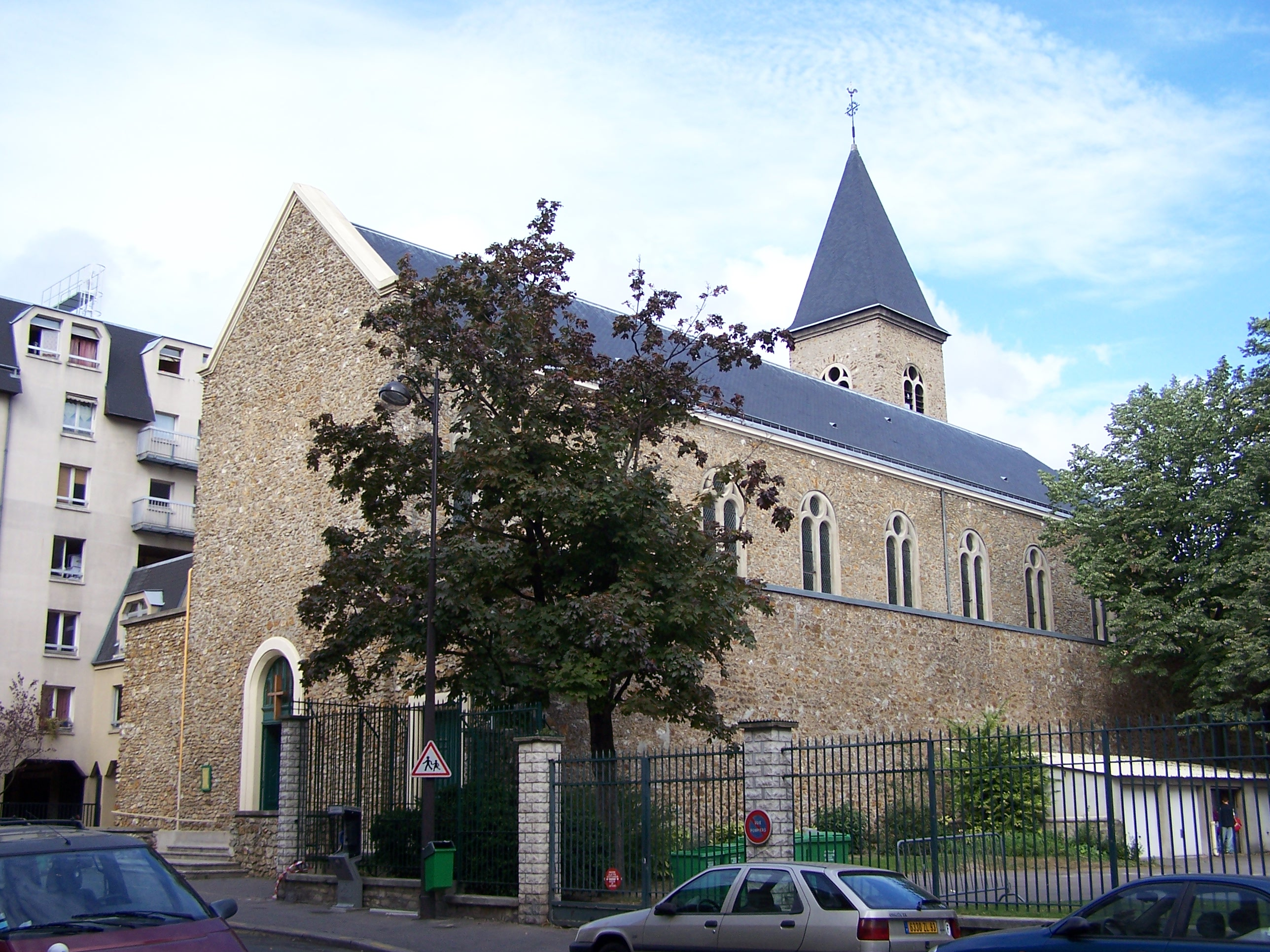
Biserica Sainte-Geneviève des Grandes-Carrières

Quartier des Grandes-Carrières este al 69-lea district administrativ al Parisului, situat în partea de vest a arondismentului 18.

## Istorie și descriere
Cartierul Grandes-Carrières și-a luat numele de la vechile cariere de gips, elementul de bază în fabricarea ipsosului, care au fost exploatate încă din Evul mediu la poalele colinei Montmartre. Acest trecut a lăsat multe urme încă vizibile în zilele noastre (2016) precum vestigiile principalelor cariere existente în cimitirul Montmartre și în square Louise-Michel, unde subsolul friabil din unele zone a cauzat prăbușirea șoselei.

Cartierele arondismentului 18 al Parisului; Grandes-Carrières este cartierul cel mai vestic al arondismentului.

Grandes-Carrières se întinde din Boulevard de Clichy (Place Clichy/Place Blanche//Place Pigalle) până în Boulevard périphérique (Pte St-Ouen/Pte Montmartre/Pte de Clignancourt). El este mărginit la vest de cartierul Épinettes din  arondismentul 17 (Avenue de St-Ouen/Avenue de Clichy) și la est de cartierul Clignancourt. Delimitarea împarte colina Montmartre între cele două cartiere, iar străzile Lepic, d'Orchampt, Girardon și des Abbesses, de l'Abreuvoir, avenue Junot, allée des Brouillards fac parte din Grandes-Carrières. Place du Tertre și bazilica Sacré-Cœur fac parte din cartierul Clignancourt.
Delimitarea celor două cartiere: avenue de la porte de Clignancourt, Boulevard Ney, rue du ruisseau, rue Marcadet, rue des Saules, rue Ravignan, rue des Abbesses, rue Houdon, place Pigalle.
Nu trebuie confundat cu cartierul cu rol cultural municipal „Grandes-carrières-Clichy”, care este delimitat de avenue de Saint-Ouen, place de Clichy, rue Caulaincourt, rue Damrémont și rue Belliard.

## Clădiri importante și locuri memorabile
- Cinematograful Wepler, place de Clichy
- Cinematograful Studio 28, rue Tholozé
- Cité Véron, unde au locuit Jacques Prévert și Boris Vian
- Maison rose, situată la colțul dintre rue des Saules și rue de l'Abreuvoir
- Biserica Sainte-Geneviève des Grandes-Carrières, rue Championnet
- Biserica Saint-Jean de Montmartre, place des Abbesses
- Cité Montmartre-aux-artistes,[1] rue Ordener
- Villa des Arts, rue Hégésippe-Moreau
- Moulin rouge, place Blanche
- Moulin de la Galette, rue Lepic
- Théatre des Abbesses, Théâtre de dix heures, Théâtre des deux ânes
- CHU Bichat-Claude Bernard, porte de St-Ouen
- Spitalul Bretonneau, rue Joseph-de-Maistre
- Cimitirul Montmartre, avenue Rachel
- Cimitirul Saint-Vincent, rue Lucien Gaulard
- Cazarma de pompieri din Montmartre, rue Carpeaux (acolo a avut loc primul bal al pompierilor în 1937)